# Pollegio
Pollegio (in tedesco Klösterli, desueto, in dialetto ticinese Puléisg) è un comune svizzero di 741 abitanti del Canton Ticino, nel distretto di Leventina, parte della Regione Tre Valli.

## Geografia fisica
Pollegio sorge nella bassa Valle Leventina, nel fondovalle del fiume Ticino.

## Storia
Pollegio era inizialmente distinto in due villaggi: uno sulla montagna, facente parte della comunità montana di Saymola, e l'altro in pianura. Intorno al 1500 la comunità di montagna fu inglobata nel paese in pianura, dando vita all'attuale Pollegio.
Il progressivo consolidamento dei commerci lungo la strada del San Gottardo portarono importanti sviluppi economici alla località sul piano. Pollegio divenne una tappa strategica verso il passo del San Gottardo, in particolare con l'edificazione verso il 1200 di una stazione di pedaggio con annesso un ospizio per viandanti, l'Hospitale di Santa Maria in Campo Canino de Pollezio degli Umiliati, attualmente conosciuto come Istituto Santa Maria.
Al 1478 risale la battaglia di Giornico, avvenuta in una porzione di territorio compresa tra Bodio e Pollegio.
Nel 1999 tra Pollegio e Bodio è stato aperto il cantiere per la realizzazione della galleria di base del San Gottardo per creare il collegamento ferroviario ad alta velocità AlpTransit tra Bellinzona e Zurigo. Fino all'inaugurazione di AlpTransit nel 2016 Pollegio ha anche ospitato l'infocentro del progetto.
Nei pressi del portale sud del traforo, in corrispondenza con una sottostazione elettrica, è stata ricavata una delle centrali d'esercizio delle Ferrovie Federali Svizzere, incaricata di coordinare tutte le tratte dei treni merci e passeggeri nel Canton Ticino, in collegamento con le altre centrali di controllo di Losanna, Olten e Zurigo aeroporto, le quali sono dirette dall'Operation Center Infrastruttura  (OCI) di Berna. La centrale di Pollegio, a gestire il traffico, si occupa anche di mantenere il sistema d'informazione dai passeggeri, del controllo dell'infrastruttura in generale e della videosorveglianza

## Monumenti e luoghi d'interesse
- Chiesa parrocchiale dei Santi Innocenti (1478)[1];
- Oratorio della Madonna di Re (XVIII secolo)[senza fonte];
- Collegio-seminario minore di Santa Maria[1];
- Casa Imperatori;
- Ponte vecchio sul fiume Brenno;
- Fontana monolitica in granito.

## Società

### Evoluzione demografica
L'evoluzione demografica è riportata nella seguente tabella:
Abitanti censiti

## Amministrazione
Ogni famiglia originaria del luogo fa parte del cosiddetto comune patriziale e ha la responsabilità della manutenzione di ogni bene ricadente all'interno dei confini del comune.